# Mistrzostwa Świata w Short Tracku 1985
10. Mistrzostwa Świata w Short Tracku odbyły się w Holandii, w Amsterdamie, w dniach 15–17 marca 1985 roku. Rozegrano 10 konkurencji: 500 m, 1000 m, 1500 m, 3000 m kobiet i mężczyzn oraz sztafetę 3000 m kobiet i 5000 m mężczyzn. Medale przyznano w wieloboju i sztafetach. W klasyfikacji medalowej najlepsi byli Japończycy.

## Klasyfikacja medalowa
| Lp. | Kraj              | Złoto | Srebro | Brąz | Razem |
| 1.  | Japonia           | 4     | 1      | 0    | 5     |
| 2.  | Kanada            | 0     | 2      | 2    | 4     |
| 3.  | Stany Zjednoczone | 0     | 1      | 0    | 1     |
| 4.  | Wielka Brytania   | 0     | 0      | 1    | 1     |
| 4.  | Holandia          | 0     | 0      | 1    | 1     |

## Medaliści
| Konkurencja | Złoto                                                                          | Srebro                                                                                     | Brąz |
| Mężczyźni   |                                                                                |                                                                                            | |
| Wielobój    | Toshinobu Kawai                                                                | Tatsuyoshi Ishihara                                                                        | Louis Grenier |
| Sztafeta    | Japonia Toshinobu Kawai · Tatsuyoshi Ishihara · Yuichi Akasaka · Kenichi Sugio | Kanada Michel Daignault · Guy Daignault · Louis Grenier · Michel Delisle                   | Wielka Brytania Steven Humber · Wilfred O’Reilly · Gary Rudd · Stuart Pass · Peter Worth                           |
| Kobiety     |                                                                                |                                                                                            | |
| Wielobój    | Eiko Shishii                                                                   | Bonnie Blair                                                                               | Nathalie Lambert                                                                                                   |
| Sztafeta    | Japonia Hiromi Takeuchi · Eiko Shishii · Tsugumi Watanabe · Mariko Kinoshita   | Kanada Susan Auch · Maryse Perreault · Nathalie Lambert · Marie-José Martin · Robert Blair | Holandia Esmeralda Ossendrijver · Jolanda de Vries · Simone Velzeboer · Manuela ten Kortenaar-Ossen · Jeroen Otter |

## Wyniki
| Konkurencja | 1.                  | 2.                | 3.                  |
| Mężczyźni   |                     |                   |                     |
| 500 metrów  | Louis Grenier       | Toshinobu Kawai   | Tatsuyoshi Ishihara |
| 1000 metrów | Toshinobu Kawai     | Louis Grenier     | Michel Delisle      |
| 1500 metrów | Tatsuyoshi Ishihara | Charles Veldhoven | Toshinobu Kawai     |
| 3000 metrów | Tatsuyoshi Ishihara | Toshinobu Kawai   | Charles Veldhoven   |
| Kobiety     |                     |                   |                     |
| 500 metrów  | Eiko Shishii        | Bonnie Blair      | Susan Auch          |
| 1000 metrów | Eiko Shishii        | Karen Gardiner    | Bonnie Blair        |
| 1500 metrów | Bonnie Blair        | Eiko Shishii      | Maryse Perreault    |
| 3000 metrów | Eiko Shishii        | Nathalie Lambert  | Maryse Perreault    |